# Смит, Арей
Арей Смит (нидерл. Arij Smit; 7 июля 1907, Схидам — 30 апреля 1970, Харлем) — нидерландский боксёр, выступавший в лёгкой весовой категории. Чемпион Нидерландов по боксу 1924 года в лёгком весе и участник Олимпийских игр в Париже.
Отец футболиста Кеса Смита, выступавшего за амстердамский «Аякс».

## Биография
Арей Смит родился в 1907 году на юге Нидерландов в городе Схидам. В 1924 году он выиграл национальный чемпионат по боксу в лёгком весе (53,52 кг), а в мае попал в состав сборной страны на Олимпийские игры в Париже. На тот момент он был известен как Ян Смит из Роттердама и до 2008 года оставался последним олимпийским спортсменом Нидерландов, чья личность была доподлинно неизвестна. На олимпийском боксёрском турнире он выбыл на стадии второго раунда, уступив британцу Альфу Барберу.
В августе 1925 года Смит провёл свой первый бой на профессиональном уровне. В общей сложности за два года он принял участие в 11 поединках (8 побед, 1 поражение, 2 ничьи). После боксёрской карьеры Арей отправился работать в Англию, а затем вернулся обратно в Нидерланды и стал работать в английской компании. В ноябре 1936 года у Арея и его жены родилась дочь Неллеке.
В Амстердаме Смит работал тренером в футбольном клубе «Аякс». Во время ухудшения обстановки в городе из-за Второй мировой войны Арей с женой и дочерью покинули Амстердам и отправились в город Снек, а затем поселились в Харлеме на улице Спарнрейкстрат — здесь у них родился сын Корнелис. В Харлеме Смит стал работать тренером в местной футбольной команде ЭДО. В этом клубе футбольную карьеру начал его сын, который в 1959 году перешёл в амстердамский «Аякс».
Арей Смит умер в апреле 1970 года в Харлеме в возрасте 62 лет. В 2008 году его дочь Неллеке Смит связалась со спортивным историком Тоном Бейкерком, который являлся автором книги об олимпийских спортсменах Нидерландов, и рассказала историю о своём отце.